# Coke Zero 400
Pour les articles homonymes, voir Coke.

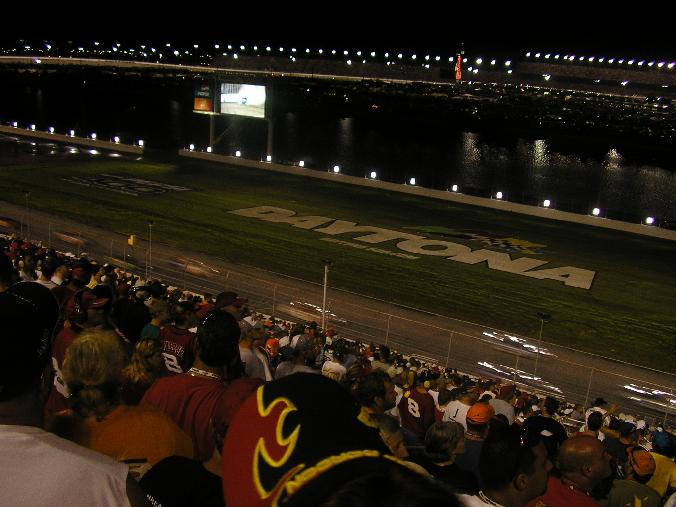
La Pepsi 400 en 2005

La Coke Zero Sugar 400 est une course automobile organisée par la NASCAR comptant pour le championnat des NASCAR Cup Series. Elle a lieu chaque année au Daytona International Speedway à Daytona Beach (Floride) aux États-Unis.
C'est, chronologiquement, la seconde compétition de NASCAR Cup Series se déroulant sur le circuit après le Daytona 500 ouvrant traditionnellement la saison.
Créée en 1959, cette épreuve se dispute sur une distance de 400 milles (644 km).
De 1959 à 1962, l'épreuve se court sur 250 miles sous le nom de Firecracker 250. De 1963 à 1984, la course adopte une distance de 400 miles et devient la Firecracker 400.
Depuis sa création, le Coke Cola 400 se déroulait aux environs de la date de l'Independence Day. Depuis 1988, la course se dispute le samedi le plus proche du 4 juillet. En 1998, le circuit devient le premier où doivent être utilisées des plaques de restriction, la course se déroulant en nocturne,.
De 1989 à 2007, la course est connue sous le patronyme de Pepsi 400 at Daytona. En 2008, la Coca-Cola Company conclu un contrat de 10 ans avec la société International Speedway Corporation (ISC) propriétaire du circuit. La société devient le fournisseur exclusif de boissons sur les pistes appartenant à ISC. La course est renommée en 2008, le Coca Zero 400 Powered by Coca Cola et en 2018, Coca Zero Sugar 400 bien que dans l'esprit des spectateurs elle reste connue comme le Coke Zero 400.
Le circuit est connu pour ses collisions à haute densité et à haute vitesse sous les lumières, et pour ses magnifiques feux d'artifice lors des célébrations d'après course.
La course possède également la réputation de présenter des arrivées très serrées. Ses 21 dernières courses ont vu les deux premiers pilotes séparés par une différence moyenne de 0,154 s. L'édition 2007 fut remportée par Jamie McMurray lequel avait battu Kyle Busch de seulement 0,005 secondes, devenant ainsi la 4e arrivée la plus serrée de la NASCAR.
La course de 1979 est la dernière d'un pilote français (Claude Ballot-Léna) en NASCAR.
Chris Buescher en est le dernier vainqueur.

## Caractéristiques
- Course :
  - Longueur : 400 kilomètres (248,548 mi)
  - Nombre de tour : 160
    - Segment 1 : 50 tours
    - Segment 2 : 50 tours
    - Segment 3 : 60 tours

- Piste :
  - Type : Tri-ovale
  - Revêtement : asphalte
  - Longueur circuit : 2,5 milles (4 km)
  - Nombre de virages : 4
  - Inclinaison (Banking) :
    - Virages de l'ovale : 31°
    - Virage du tri-ovale : 18°
    - Ligne droite arrière : 2°

- Record du tour de piste : 40,364 secondes par Colin Braun (Michael Shank Racing) en 2013 à l'occasion d'une course de Roush Yates Ford EcoBoost 3.5L GDI V6tt en Daytona Prototype (en).

## Logos de la course

1989-2007
2008-2017
2018-2021
Depuis 2022

## Palmarès
| Année | Date        | Pilote              | Écurie                      | Châssis   | Course | Course          | Course          | Course             | Course      | Note       |
| ----- | ----------- | ------------------- | --------------------------- | --------- | ------ | --------------- | --------------- | ------------------ | ----------- | ---------- |
| Année | Date        | Pilote              | Écurie                      | Châssis   | Tours  | Miles (km)      | Durée           | Moyenne (miles/hr) | Résumé      | Note       |
| 1959  | 4 juillet   | Fireball Roberts    | Jim Stephens                | Pontiac   | 100    | 250 (402,336)   | 1 h 46 min 42 s | 140,581            | Résumé (en) |            |
| 1960  | 4 juillet   | Jack Smith          | Jack Smith                  | Pontiac   | 100    | 250 (402,336)   | 1 h 42 min 09 s | 146,842            |             |            |
| 1961  | 4 juillet   | David Pearson       | John Masoni                 | Pontiac   | 100    | 250 (402,336)   | 1 h 37 min 13 s | 154,294            |             |            |
| 1962  | 4 juillet   | Fireball Roberts    | Banjo Matthews              | Pontiac   | 100    | 250 (402,336)   | 1 h 37 min 36 s | 153,688            |             |            |
| 1963  | 4 juillet   | Fireball Roberts    | Holman-Moody                | Ford      | 160    | 400 (643,737)   | 2 h 39 min 01 s | 150,927            |             |            |
| 1964  | 4 juillet   | A. J. Foyt          | Ray Nichels                 | Dodge     | 160    | 400 (643,737)   | 2 h 38 min 28 s | 151,451            | Résumé (en) |            |
| 1965  | 4 juillet   | A. J. Foyt          | Wood Brothers Racing        | Ford      | 160    | 400 (643,737)   | 2 h 39 min 57 s | 150,046            |             |            |
| 1966  | 4 juillet   | Sam McQuagg         | Ray Nichels                 | Dodge     | 160    | 400 (643,737)   | 2 h 36 min 02 s | 153,813            | Résumé (en) |            |
| 1967  | 4 juillet   | Cale Yarborough     | Wood Brothers Racing        | Ford      | 160    | 400 (643,737)   | 2 h 47 min 09 s | 143,583            |             |            |
| 1968  | 4 juillet   | Cale Yarborough     | Wood Brothers Racing        | Mercury   | 160    | 400 (643,737)   | 2 h 23 min 30 s | 167,247            |             |            |
| 1969  | 4 juillet   | LeeRoy Yarbrough    | Junior Johnson & Associates | Ford      | 160    | 400 (643,737)   | 2 h 29 min 11 s | 160,875            |             |            |
| 1970  | 4 juillet   | Donnie Allison      | Banjo Matthews              | Ford      | 160    | 400 (643,737)   | 2 h 27 min 56 s | 162,235            |             |            |
| 1971  | 4 juillet   | Bobby Isaac         | Nord Krauskopf              | Dodge     | 160    | 400 (643,737)   | 2 h 28 min 12 s | 161,947            |             |            |
| 1972  | 4 juillet   | David Pearson       | Wood Brothers Racing        | Mercury   | 160    | 400 (643,737)   | 2 h 29 min 14 s | 160,821            |             |            |
| 1973  | 4 juillet   | David Pearson       | Wood Brothers Racing        | Mercury   | 160    | 400 (643,737)   | 2 h 31 min 27 s | 158,468            | Résumé (en) |            |
| 1974  | 4 juillet   | David Pearson       | Wood Brothers Racing        | Mercury   | 160    | 400 (643,737)   | 2 h 53 min 32 s | 138,310            |             |            |
| 1975  | 4 juillet   | Richard Petty       | Petty Enterprises           | Dodge     | 160    | 400 (643,737)   | 2 h 31 min 32 s | 158,381            |             |            |
| 1976  | 4 juillet   | Cale Yarborough     | Junior Johnson & Associates | Buick     | 160    | 400 (643,737)   | 2 h 29 min 06 s | 160,966            | Résumé (en) |            |
| 1977  | 4 juillet   | Richard Petty       | Petty Enterprises           | Dodge     | 160    | 400 (643,737)   | 2 h 48 min 10 s | 142,716            | Résumé (en) | [ Note 1 ] |
| 1978  | 4 juillet   | David Pearson       | Wood Brothers Racing        | Mercury   | 160    | 400 (643,737)   | 2 h 35 min 30 s | 154,340            |             |            |
| 1979  | 4 juillet   | Neil Bonnett (en)   | Wood Brothers Racing        | Mercury   | 160    | 400 (643,737)   | 2 h 18 min 49 s | 172,890            | Résumé (en) |            |
| 1980  | 4 juillet   | Bobby Allison       | Bud Moore Engineering       | Mercury   | 160    | 400 (643,737)   | 2 h 18 min 21 s | 173,473            | Résumé (en) |            |
| 1981  | 4 juillet   | Cale Yarborough     | M.C. Anderson               | Buick     | 160    | 400 (643,737)   | 2 h 48 min 32 s | 142,588            |             |            |
| 1982  | 4 juillet   | Bobby Allison       | DiGard Motorsports          | Buick     | 160    | 400 (643,737)   | 2 h 27 min 09 s | 163,099            |             |            |
| 1983  | 4 juillet   | Buddy Baker         | Wood Brothers Racing        | Ford      | 160    | 400 (643,737)   | 2 h 23 min 20 s | 167,442            |             |            |
| 1984  | 4 juillet   | Richard Petty       | Mike Curb                   | Pontiac   | 160    | 400 (643,737)   | 2 h 19 min 59 s | 171,204            | Résumé (en) |            |
| 1985  | 4 juillet   | Greg Sacks          | DiGard Motorsports          | Chevrolet | 160    | 400 (643,737)   | 2 h 31 min 12 s | 158,730            |             |            |
| 1986  | 4 juillet   | Tim Richmond        | Hendrick Motorsports        | Chevrolet | 160    | 400 (643,737)   | 3 h 01 min 56 s | 131,916            | Résumé (en) |            |
| 1987  | 4 juillet   | Bobby Allison       | Stavola Brothers Racing     | Buick     | 160    | 400 (643,737)   | 2 h 29 min 00 s | 161,074            |             |            |
| 1988  | 2 juillet   | Bill Elliott        | Melling Racing              | Ford      | 160    | 400 (643,737)   | 2 h 26 min 58 s | 163,302            |             |            |
| 1989  | 1er juillet | Davey Allison       | Robert Yates Racing         | Ford      | 160    | 400 (643,737)   | 3 h 01 min 32 s | 132,207            |             |            |
| 1990  | 7 juillet   | Dale Earnhardt      | Richard Childress Racing    | Chevrolet | 160    | 400 (643,737)   | 2 h 29 min 10 s | 160,894            |             |            |
| 1991  | 6 juillet   | Bill Elliott        | Melling Racing              | Ford      | 160    | 400 (643,737)   | 2 h 30 min 50 s | 159,116            |             |            |
| 1992  | 4 juillet   | Ernie Irvan         | Morgan-McClure Motorsports  | Chevrolet | 160    | 400 (643,737)   | 2 h 20 min 47 s | 170,457            |             |            |
| 1993  | 3 juillet   | Dale Earnhardt      | Richard Childress Racing    | Chevrolet | 160    | 400 (643,737)   | 2 h 38 min 09 s | 151,755            |             |            |
| 1994  | 2 juillet   | Jimmy Spencer       | Junior Johnson & Associates | Ford      | 160    | 400 (643,737)   | 2 h 34 min 17 s | 155,558            |             |            |
| 1995  | 1er juillet | Jeff Gordon         | Hendrick Motorsports        | Chevrolet | 160    | 400 (643,737)   | 2 h 23 min 44 s | 166,976            |             |            |
| 1996  | 6 juillet   | Sterling Marlin     | Morgan-McClure Motorsports  | Chevrolet | 117    | 292,5 (470,733) | 1 h 48 min 36 s | 161,602            |             | [ Note 2 ] |
| 1997  | 5 juillet   | John Andretti       | Cale Yarborough             | Ford      | 160    | 400 (643,737)   | 2 h 32 min 06 s | 157,791            |             |            |
| 1998  | 17 octobre  | Jeff Gordon         | Hendrick Motorsports        | Chevrolet | 160    | 400 (643,737)   | 2 h 46 min 02 s | 144,549            | Résumé (en) | [ Note 3 ] |
| 1999  | 3 juillet   | Dale Jarrett        | Robert Yates Racing         | Ford      | 160    | 400 (643,737)   | 2 h 21 min 50 s | 169,213            | Résumé (en) |            |
| 2000  | 1er juillet | Jeff Burton         | Roush Racing                | Ford      | 160    | 400 (643,737)   | 2 h 41 min 32 s | 148,576            |             |            |
| 2001  | 7 juillet   | Dale Earnhardt Jr   | Dale Earnhardt, Inc.        | Chevrolet | 160    | 400 (643,737)   | 2 h 32 min 17 s | 157,601            | Résumé (en) |            |
| 2002  | 6 juillet   | Michael Waltrip     | Dale Earnhardt, Inc.        | Chevrolet | 160    | 400 (643,737)   | 2 h 56 min 32 s | 135,952            |             |            |
| 2003  | 5 juillet   | Greg Biffle         | Roush Racing                | Ford      | 160    | 400 (643,737)   | 2 h 24 min 29 s | 166,109            | Résumé (en) |            |
| 2004  | 3-4 juillet | Jeff Gordon         | Hendrick Motorsports        | Chevrolet | 160    | 400 (643,737)   | 2 h 45 min 23 s | 145,117            | Résumé (en) | [ Note 4 ] |
| 2005  | 2-3 juillet | Tony Stewart        | Joe Gibbs Racing            | Chevrolet | 160    | 400 (643,737)   | 3 h 03 min 11 s | 131,016            | Résumé (en) | [ Note 5 ] |
| 2006  | 1er juillet | Tony Stewart        | Joe Gibbs Racing            | Chevrolet | 160    | 400 (643,737)   | 2 h 36 min 43 s | 153,143            | Résumé (en) |            |
| 2007  | 7 juillet   | Jamie McMurray      | Roush Fenway Racing         | Ford      | 160    | 400 (643,737)   | 2 h 52 min 41 s | 138,983            | Résumé (en) |            |
| 2008  | 5 juillet   | Kyle Busch          | Joe Gibbs Racing            | Toyota    | 162    | 405 (651,784)   | 2 h 55 min 23 s | 138,554            | Résumé (en) | [ Note 6 ] |
| 2009  | 4 juillet   | Tony Stewart        | Stewart-Haas Racing         | Chevrolet | 160    | 400 (643,737)   | 2 h 48 min 28 s | 142,461            | Résumé (en) |            |
| 2010  | 3-4 juillet | Kevin Harvick       | Richard Childress Racing    | Chevrolet | 166    | 434 (802,956)   | 3 h 18 min 28 s | 124,814            | Résumé (en) | ,          |
| 2011  | 2 juillet   | David Ragan         | Roush Fenway Racing         | Ford      | 170    | 400 (643,737)   | 2 h 48 min 53 s | 139,491            | Résumé (en) | [ Note 6 ] |
| 2012  | 7 juillet   | Tony Stewart        | Stewart-Haas Racing         | Chevrolet | 160    | 400 (793,982)   | 3 h 12 min 14 s | 127,653            | Résumé (en) |            |
| 2013  | 6 juillet   | Jimmie Johnson      | Hendrick Motorsports        | Chevrolet | 161    | 402,5 (647,76)  | 2 h 36 min 30 s | 154,313            | Résumé (en) | [ Note 6 ] |
| 2014  | 5-6 juillet | Aric Almirola       | Richard Petty Motorsports   | Ford      | 112    | 280 (450,616)   | 2 h 09 min 13 s | 130,014            | Résumé (en) | ,          |
| 2015  | 5-6 juillet | Dale Earnhardt Jr.  | Hendrick Motorsports        | Chevrolet | 161    | 402,5 (647,76)  | 2 h 58 min 58 s | 134,941            | Résumé (en) | ,          |
| 2016  | 2 juillet   | Brad Keselowski     | Team Penske                 | Ford      | 161    | 402,5 (647,76)  | 2 h 40 min 38 s | 150,342            | Résumé (en) | [ Note 6 ] |
| 2017  | 1er juillet | Ricky Stenhouse Jr. | Roush Fenway Racing         | Ford      | 163    | 407,5 (655,807) | 3 h 17 min 12 s | 123,986            | Résumé (en) | [ Note 6 ] |
| 2018  | 7 juillet   | Erik Jones          | Joe Gibbs Racing            | Toyota    | 168    | 420 (675,924)   | 3 h 13 min 12 s | 130,435            | Résumé (en) | [ Note 6 ] |
| 2019  | 7 juillet   | Justin Haley        | Spire Motorsports           | Chevrolet | 127    | 317.5 (510.967) | 2 h 14 min 58 s | 141,146            | Résumé (en) | ,          |
| 2020  | 29 août     | William Byron       | Hendrick Motorsports        | Chevrolet | 164    | 410 (659,831)   | 2 h 39 min 59 s | 153,766            | Résumé (en) | [ Note 6 ] |
| 2021  | 28 août     | Ryan Blaney         | Team Penske                 | Ford      | 165    | 412,5 (663,853) | 2 h 54 min 3 s  | 142,201            | Résumé (en) | [ Note 6 ] |
| 2022  | 28 août     | Austin Dillon       | Richard Childress Racing    | Chevrolet | 160    | 400 (643,737)   | 2 h 52 min 44 s | 138,942            | Résumé (en) | ,          |
| 2023  | 26 août     | Chris Buescher      | RFK Racing                  | Ford      | 163    | 407,5 (655,807) | 2 h 34 min 22 s | 158,389            | Résumé (en) | [ Note 6 ] |
| 2024  | 24 août     | Harrison Burton     | Wood Brothers Racing        | Ford      | 164*   | 410 (659,83)    | 3 h 01 min 40 s | 135,413            | Résumé (en) | [ Note 6 ] |

1. ↑  Course interrompue pendant 2 heures à cause de la pluie +- à mi-parcours.
2. 1 2 3 4  Course raccourcie à cause de la pluie.
3. ↑  Course programmées le 4 juillet mais postposée au 17 octobre à la suite de feux de forêts en Floride.
4. ↑  Course ayant débuté à 21 h 45 le 3 juillet (pluie) et s'étant terminée le 4 juillet à 0 h 30
5. ↑  Course ayant débuté à 22 h 38 le 2 juillet (pluie) et s'étant terminée le 3 juillet à 1 h 42
6. 1 2 3 4 5 6 7 8 9 10 11 12  Course prolongée en raison d'une arrivée Green-white-checker (en overtime).
7. ↑  Course ayant débuté avec un retard de 90 minutes l(pluie) et terminée à 12 h 45 le 4 juillet. Dernière course sur le vieil asphalte.
8. 1 2 3 4  Course repoussé du samedi au dimanche en raison de la pluie.

### Pilotes multiples gagnants

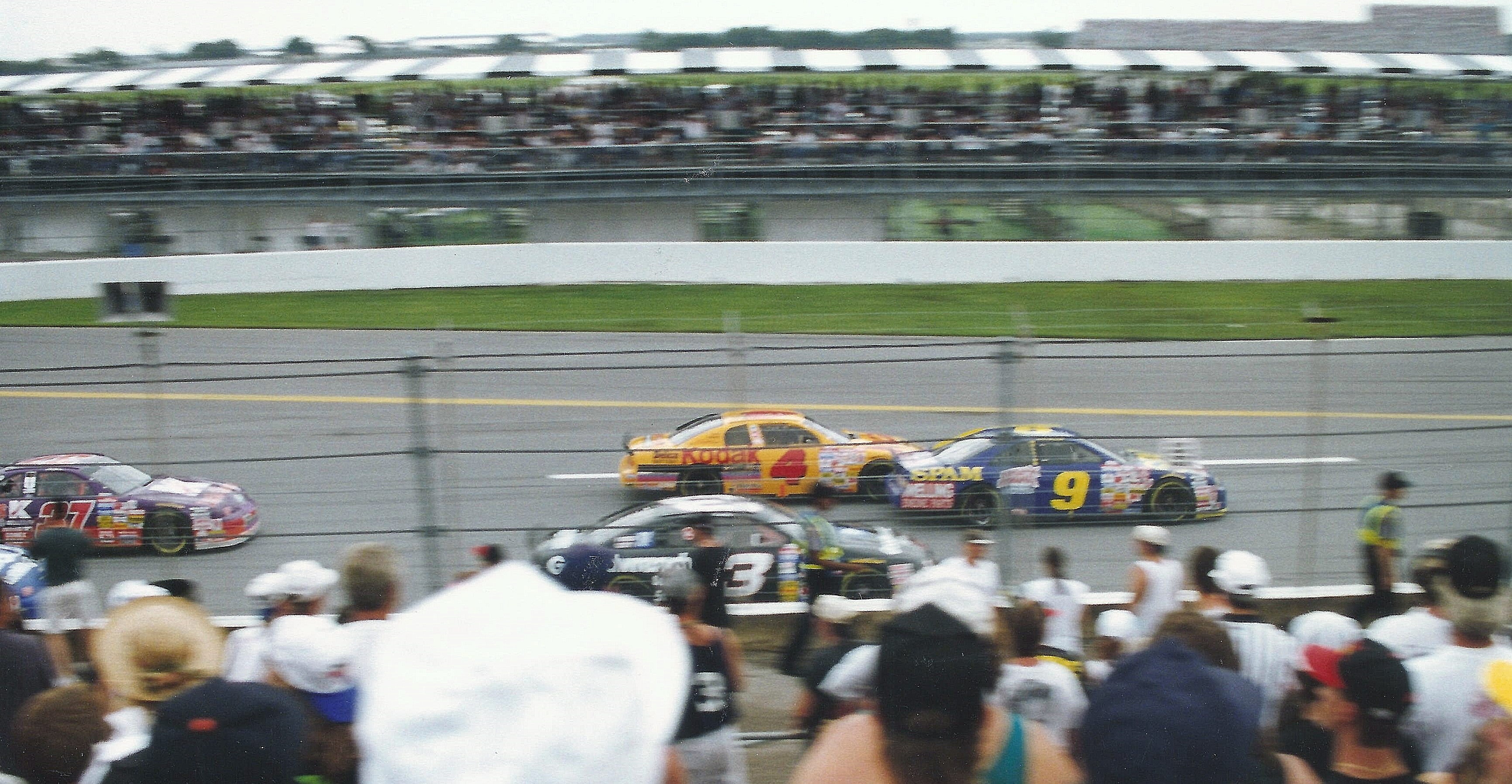
1996 Pepsi 400

| Nbr. | Pilote             | Année                        |
| ---- | ------------------ | ---------------------------- |
| 5    | David Pearson      | 1961, 1972, 1973, 1974, 1978 |
| 4    | Cale Yarborough    | 1967, 1968, 1976, 1981       |
| 4    | Tony Stewart       | 2005, 2006, 2009, 2012       |
| 3    | Fireball Roberts   | 1959, 1962, 1963             |
| 3    | Richard Petty      | 1975, 1977, 1984             |
| 3    | Bobby Allison      | 1980, 1982, 1987             |
| 3    | Jeff Gordon        | 1995, 1998, 2004             |
| 2    | A. J. Foyt         | 1964, 1965                   |
| 2    | Bill Elliott       | 1988, 1991                   |
| 2    | Dale Earnhardt     | 1990, 1993                   |
| 2    | Dale Earnhardt Jr. | 2001, 2015                   |

### Écuries multiples gagnantes
| Nbr. | Écuries                     | Année                                                      |
| ---- | --------------------------- | ---------------------------------------------------------- |
| 10   | Wood Brothers Racing        | 1965, 1967, 1968, 1972, 1973, 1974, 1978, 1979, 1983, 2024 |
| 7    | Hendrick Motorsports        | 1986, 1995, 1998, 2004, 2013, 2015, 2020                   |
| 6    | RFK Racing                  | 2000, 2003, 2007, 2011, 2017, 2023                         |
| 4    | Richard Childress Racing    | 1990, 1993, 2010, 2022                                     |
| 4    | Joe Gibbs Racing            | 2005, 2006, 2008, 2018                                     |
| 3    | Junior Johnson & Associates | 1969, 1976, 1994                                           |
| 2    | Banjo Matthews              | 1962, 1970                                                 |
| 2    | Ray Nichels                 | 1964, 1966                                                 |
| 2    | Petty Enterprises           | 1975, 1977                                                 |
| 2    | DiGard Motorsports          | 1982, 1985                                                 |
| 2    | Melling Racing              | 1988, 1991                                                 |
| 2    | Robert Yates Racing         | 1989, 1999                                                 |
| 2    | Morgan-McClure Motorsports  | 1992, 1996                                                 |
| 2    | Dale Earnhardt, Inc.        | 2001, 2002                                                 |
| 2    | Stewart-Haas Racing         | 2009, 2012                                                 |
| 2    | Team Penske                 | 2016, 2021                                                 |

### Victoires par marques
| Nbr. | Marque    | Année |
| ---- | --------- | --- |
| 22   | Ford      | 1963, 1965, 1967, 1969, 1970, 1983, 1988, 1989, 1991, 1994, 1997, 1999, 2000, 2003, 2007, 2011, 2014, 2016, 2017, 2021, 2023, 2024 |
| 21   | Chevrolet | 1985, 1986, 1990, 1992, 1993, 1995, 1996, 1998, 2001, 2002, 2004-2006, 2009, 2010, 2012, 2013, 2015, 2016, 2020, 2022              |
| 7    | Mercury   | 1968, 1972-1974, 1978-1980 |
| 5    | Dodge     | 1964, 1966, 1971, 1975, 1977 |
| 5    | Pontiac   | 1959, 1960, 1958, 1962, 1984 |
| 4    | Buick     | 1976, 1981, 1982, 1987 |
| 2    | Toyota    | 2008, 2018 |

## Autres statistiques

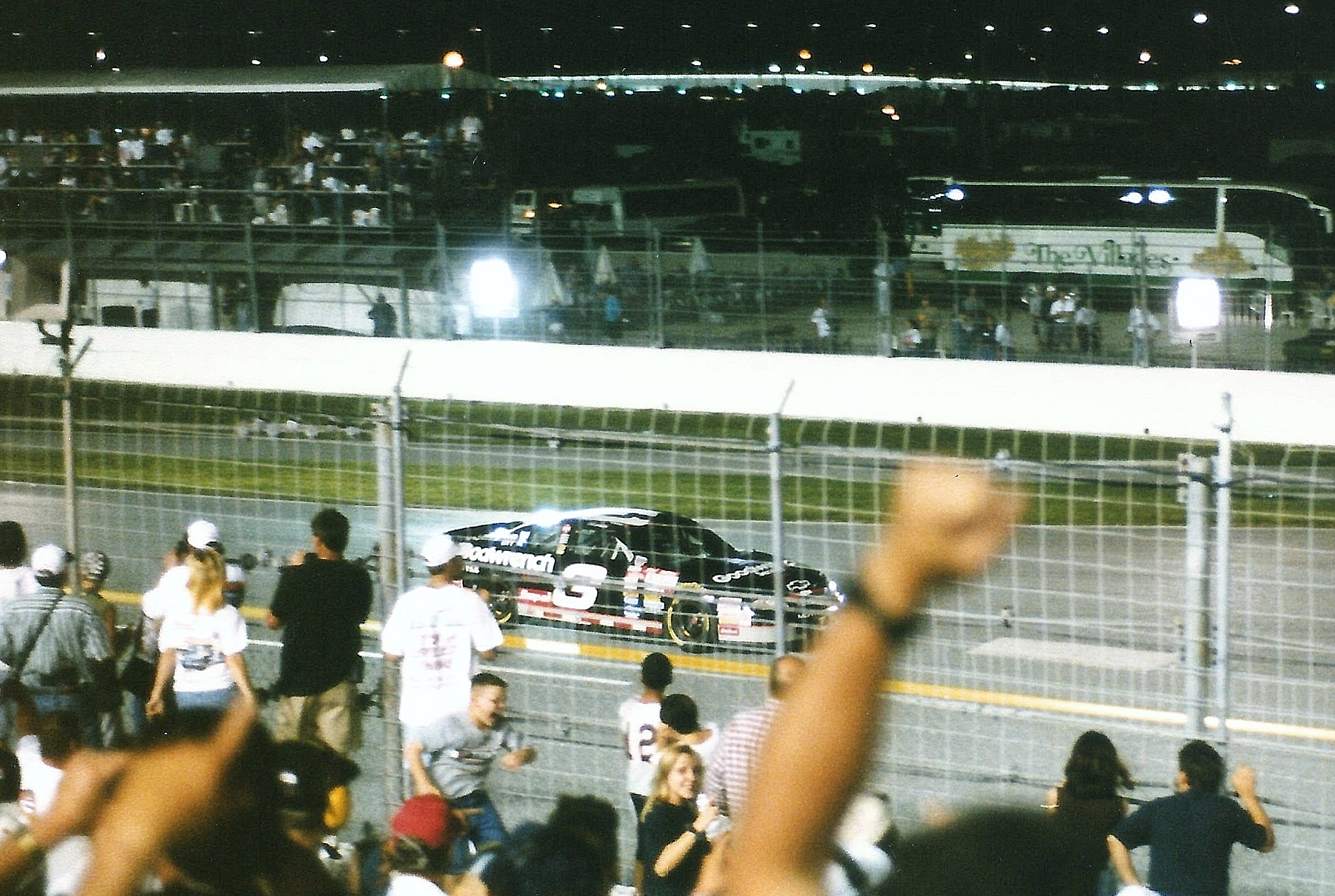
Dale Earnhardt at 1998 Pepsi 400

### Victoires consécutives
- 3 victoires consécutives :
  - David Pearson (1972, 1973, 1974)
- 2 victoires consécutives
  - Fireball Roberts (1962, 1963)
  - A. J. Foyt (1964, 1965)
  - Cale Yarborough (1967, 1968)
  - Tony Stewart (2005, 2006)

### Coke Zero 400 et Daytona 500
Plusieurs pilotes ayant gagné le Daytona 500 ont également remporté le Coke Zero 400 lors de leur carrière.
En outre, presque tous les gagnants du Daytona 500, à plusieurs reprises, ont gagné au moins un Coke Zero 400 dans la carrière, à l'exception de Matt Kenseth qui a remporté le Daytona 500 en 2009 et 2012, mais n'a jamais remporté la course de juillet.
Dans le sens inverse, Tony Stewart bien qu'ayant remporté à quatre reprises le Coke Zero 400, n'a jamais gagné le Daytona 500 (son meilleur résultat étant deuxième, derrière Dale Earnhardt, Jr. en 2004).
Parmi les plus remarquables, David Pearson a remporté le Coke Zero 400 quatre fois avant de finalement gagner la Daytona 500 en 1976.
Les pilotes ayant remporté le Coke Zero 400 et le Daytona 500 sont les suivants (en gras les deux courses gagnés la même saison) :
| Pilote              | Daytona 500                              | Coke Zero 400                |
| ------------------- | ---------------------------------------- | ---------------------------- |
| Richard Petty       | 1964, 1966, 1971, 1973, 1974, 1979, 1981 | 1975, 1977, 1984             |
| Cale Yarborough     | 1968, 1977, 1983, 1984                   | 1967, 1968, 1976, 1981       |
| Bobby Allison       | 1978, 1982, 1988                         | 1980, 1982, 1987             |
| Jeff Gordon         | 1997, 1999, 2005                         | 1995, 1998, 2004             |
| Dale Jarrett        | 1993, 1996, 2000                         | 1999                         |
| Bill Elliott        | 1985, 1987                               | 1988, 1991                   |
| Sterling Marlin     | 1994, 1995                               | 1996                         |
| Michael Waltrip     | 2001, 2003                               | 2002                         |
| Dale Earnhardt, Jr. | 2004, 2014                               | 2001, 2015                   |
| Jimmie Johnson      | 2006, 2013                               | 2013                         |
| David Pearson       | 1976                                     | 1961, 1972, 1973, 1974, 1978 |
| Fireball Roberts    | 1962                                     | 1962, 1963                   |
| A. J. Foyt          | 1972                                     | 1964, 1965                   |
| Dale Earnhardt      | 1998                                     | 1990, 1993                   |
| LeeRoy Yarbrough    | 1969                                     | 1969                         |
| Buddy Baker         | 1980                                     | 1983                         |
| Ernie Irvan         | 1991                                     | 1992                         |
| Davey Allison       | 1992                                     | 1989                         |
| Kevin Harvick       | 2007                                     | 2010                         |
| Jamie McMurray      | 2010                                     | 2007                         |
| Austin Dillon       | 2018                                     | 2022                         |

- En 1982, Bobby Allison remporte le The Clash at Daytona, le Daytona 500 et le Firecracker 400 lors de la même saison.